# マリア・ペレペルキナ
- マリーヤ・ペレピョールキナ

マリア・ニコラエフナ・ペレペルキナ、旧姓ドゥスクリャドチェンコ（ロシア語: Мари́я Никола́евна Перепёлкина、1984年3月9日 - ）は、ロシアの女子バレーボール選手。旧ソビエト連邦のアルマトイ（現在のカザフスタン、当時のカザフ・ソビエト社会主義共和国）出身。ポジションはミドルブロッカー。

## 来歴
2009年にロシア代表に初選出される。翌2010年の世界選手権では先発のミドルブロッカーとして出場し、ベストブロッカー部門で8位となった。2012年、ロンドンオリンピックに出場した。

## 球歴
- 2009年 - ワールドグランプリ（2位)
- 2010年 - 世界選手権（1位）
- 2012年 - ロンドンオリンピック（5位）

## 所属クラブ
- Universitė Belgorod （2002-2006年）
- ウラロチカ・エカテリンブルク （2006-2009年）
- ディナモ・モスクワ （2009-）